# Igreja Alemã de Estocolmo

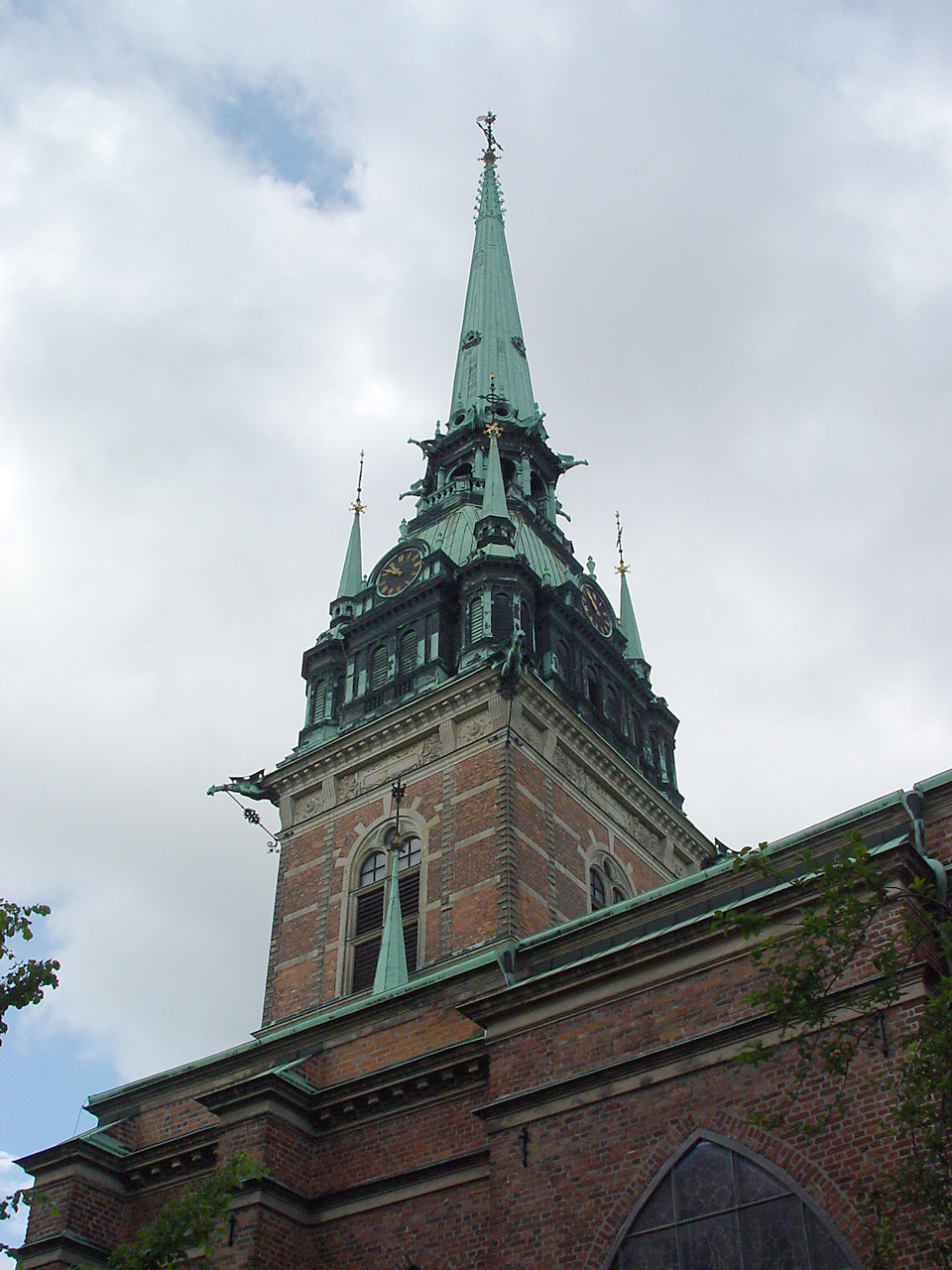
Igreja Alemã de Estocolmo.

A Igreja Alemã de Estocolmo (em sueco:  Tyska kyrkan) é uma igreja situada na zona de Gamla stan, a cidade velha de Estocolmo, Suécia. É dedicada a Santa Gertrudes de Nivelles (626-659), abadessa do mosteiro de Nivelles, hoje na Bélgica.

## Imagens

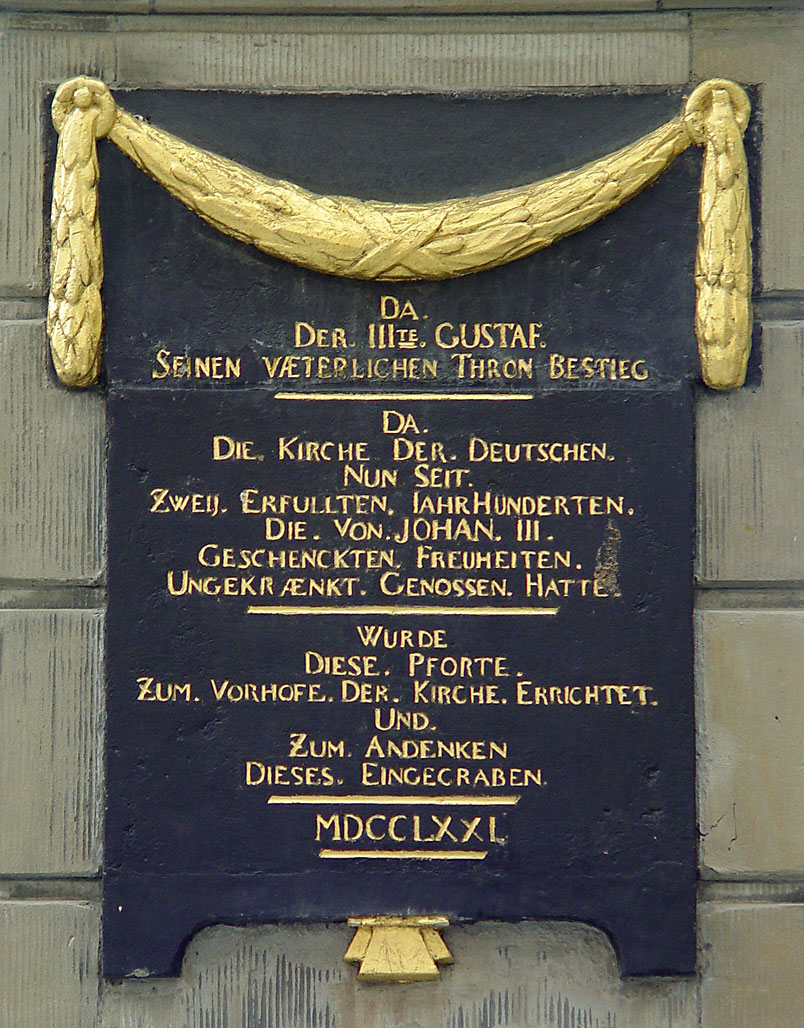
Placa
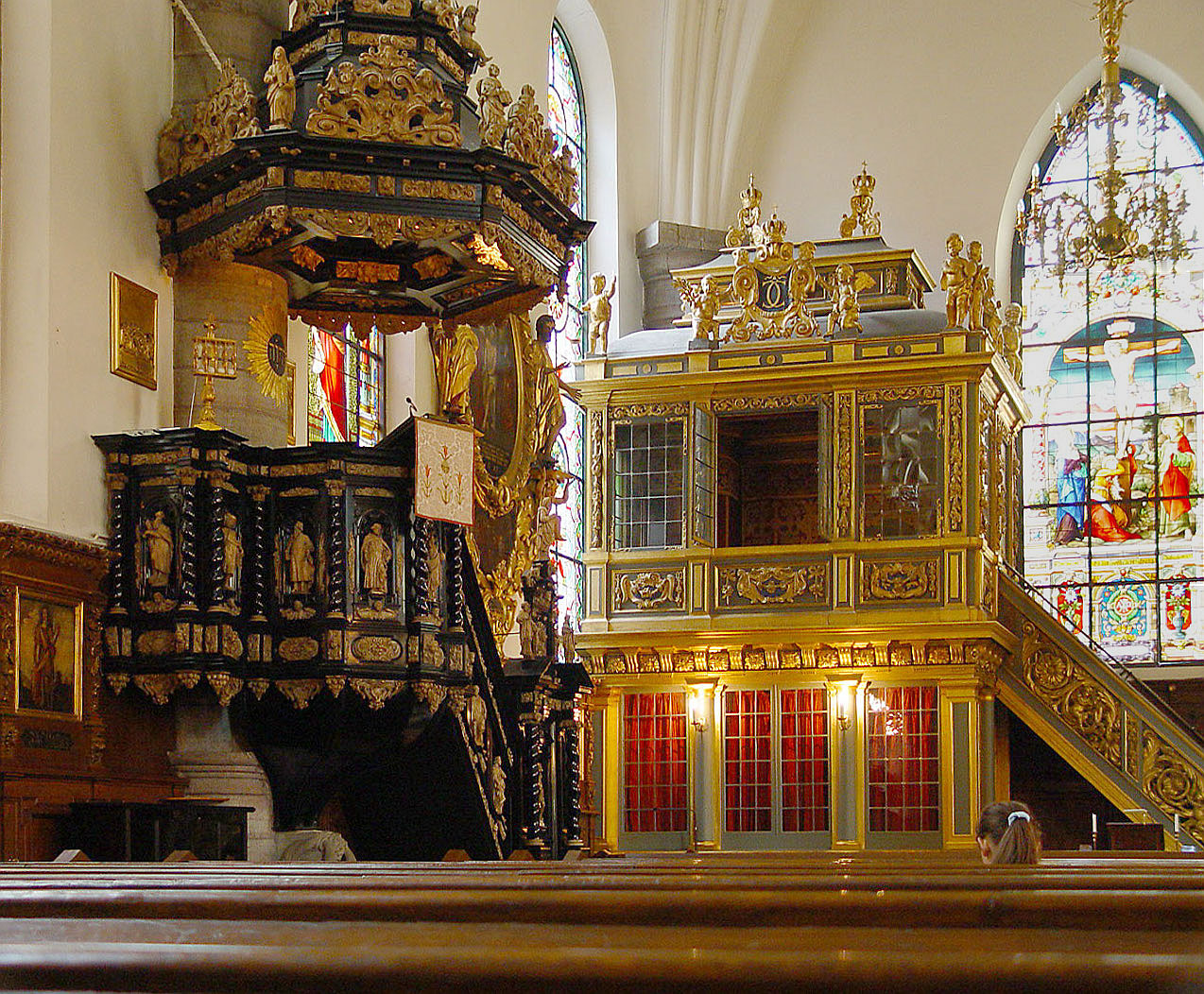
Interior: altar e púlpito
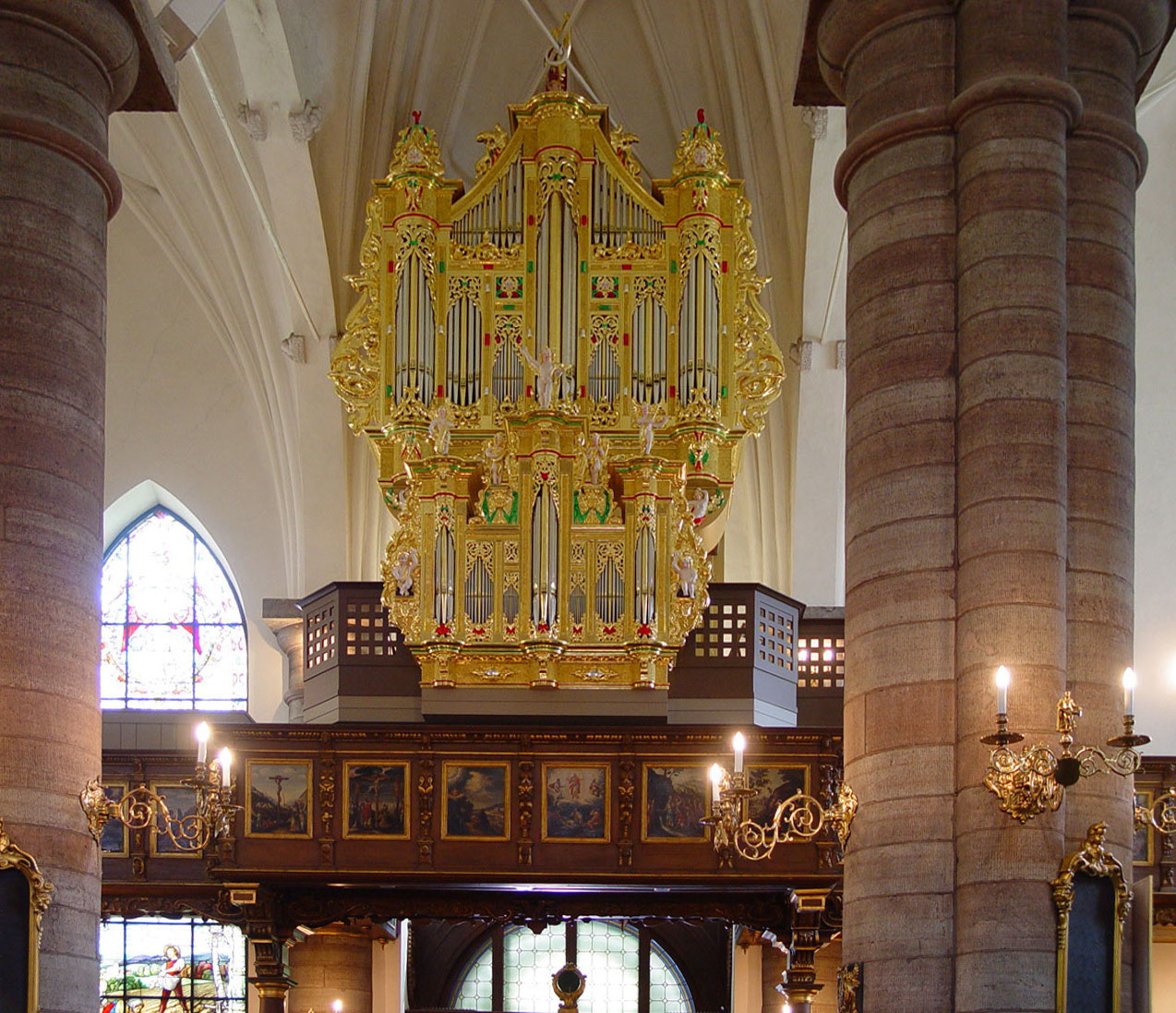
Órgão